# Jacques Bouxin
Pour les articles homonymes, voir Bouxin.
Jacques Félix Emmanuel Bouxin (La Tour-en-Jarez, 23 août 1888 – Paris 7e, 13 février 1977), est un officier de marine français. 

## Biographie
Fils du contre-amiral Auguste-Georges Bouxin (1853-1924) qui avait participé en 1873 comme aspirant à l'expédition au Tonkin de Francis Garnier, il entre à l'École navale en octobre 1906 et en sort aspirant de 1re classe en octobre 1909. Il embarque alors sur le croiseur cuirassé Jules-Ferry en escadre de Méditerranée puis, en avril 1911, sur le cuirassé Voltaire. 
Enseigne de vaisseau en octobre 1911, il sert à la station d'Islande sur le Lavoisier en 1912. Officier de manœuvre et instructeur sur l'aviso-école de pilotage Chamois, obtient en septembre 1913 un témoignage de satisfaction pour la qualité de son enseignement.  
En septembre 1913, il est officier élève à l’École des canonniers de Toulon à bord du croiseur cuirassé Pothuau.
En août 1914, il embarque sur le croiseur Châteaurenault puis est affecté sur le cuirassé Bretagne à Brest en janvier 1915 affecté au service artillerie et conduite de tir. Il participe à la mise au point des nouvelles tourelles de 340 mm et du poste central de conduite de tir. 
Lieutenant de vaisseau en juillet 1917, chef du service artillerie, il reçoit du ministre, en mai 1921, des remerciements pour la mise au point de l'artillerie de la Bretagne et devient en septembre 1921, chef du service artillerie sur le croiseur-école Pothuau ainsi que membre de la Commission d'études pratiques de l'artillerie navale. 
Capitaine de corvette en juillet 1923, il commande le torpilleur Bisson en Méditerranée et reçoit un nouveau témoignage de satisfaction pour les tirs d'honneur de 1924. 
En août 1926, il est chargé de superviser les travaux d'achèvement du torpilleur d'escadre de 1.500 tonnes Tornade dont il prend le commandement. Promu capitaine de frégate en janvier 1928 puis chef du service artillerie de la 1re escadre sur le Jean-Bart puis sur la Bretagne (mars), il commande en octobre 1929 le contre-torpilleur Jaguar et est nommé capitaine de pavillon de l'amiral Charles Drujon. 
Auditeur à l’École de guerre et au Collège des hautes études navales en décembre 1931, il y enseigne la tactique de surface. 
Capitaine de vaisseau en janvier 1934, commandant du croiseur Algérie comme capitaine de pavillon de l'amiral Georges Mouget, il met au point l'artillerie de ce bâtiment. En février 1937, il est chargé de l'achèvement du cuirassé Strasbourg puis rallie l'escadre de l'Atlantique.
Contre-amiral en octobre 1939, il commande en décembre la 2e division de ligne en Atlantique et est intégré au printemps 1940 ) la force X de l'amiral Godfroy à Alexandrie. Avec la Bretagne et la Provence, il rallie la Méditerranée et se trouve à Mers el-Kébir le 3 juillet au moment de l'attaque britannique. Il est ensuite chargé de la remise en état des bâtiments mis hors de combat pour qu'ils puissent regagner Toulon. 
En septembre 1940, il commande la 1re division de croiseurs sur l'Algérie à Toulon puis la Marine en avril 1941, il dirige la Direction du personnel militaire de la marine en septembre 1941, il organise le "camouflage" des officiers et marins sans affectation après le sabordage de la flotte. 
Vice-amiral en mai 1942, il quitte le service actif en mai 1943 tout en restant à la disposition du Ministre. Il est versé dans la 2ème section en août 1947 et meurt à Paris le 13 février 1977.

## Distinctions
- Chevalier, officier puis commandeur de la Légion d'honneur (27 octobre 1940).